# キア・K7
K7（ケイセブン）は、韓国のKIAが製造・販売していた自動車である。北米/欧州市場においてはCADENZA (カデンツァ)の名で発売されている。

## 初代 (2009年-2016年)

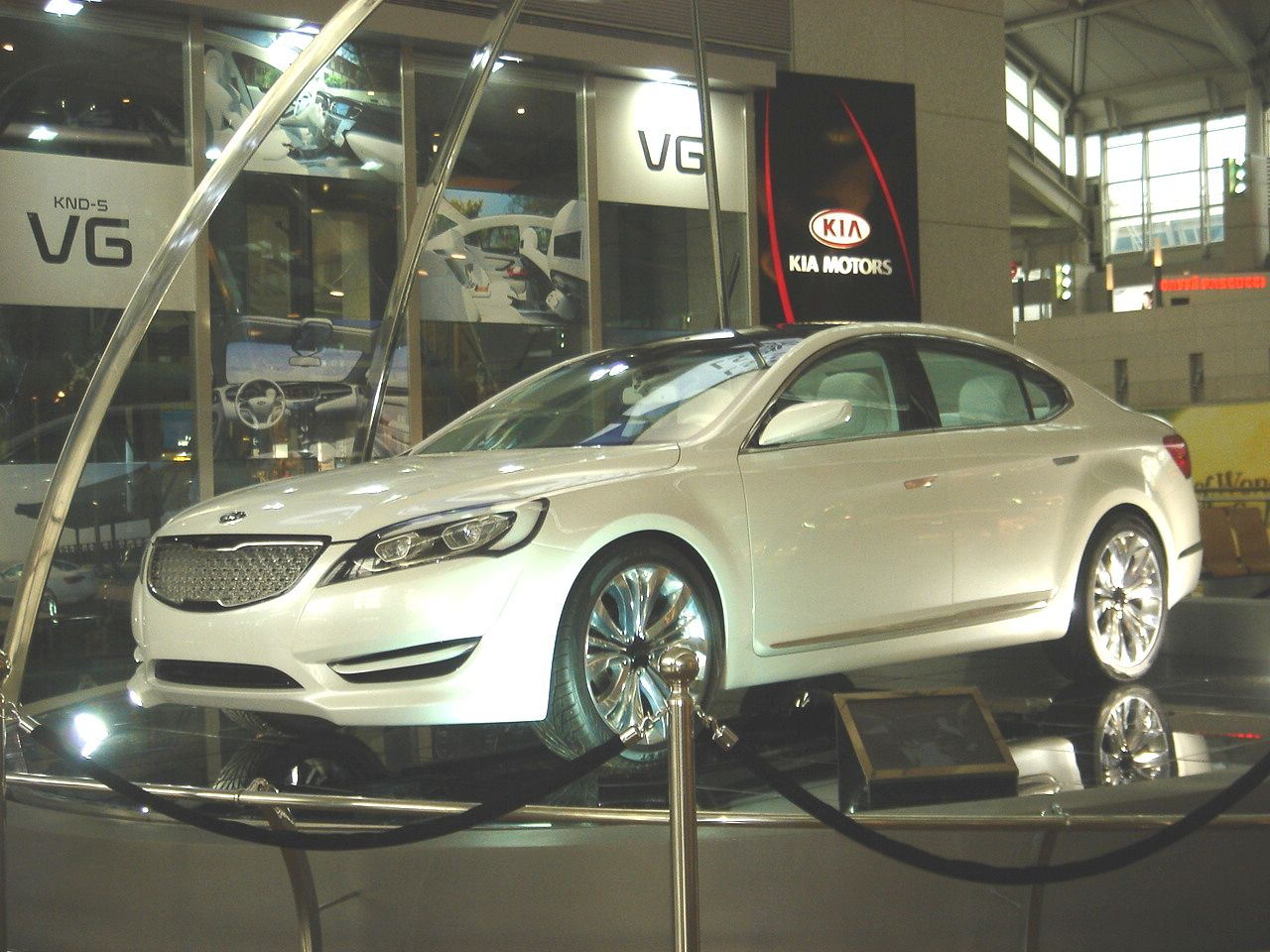
コンセプトモデル

2009年4月のソウルモーターショーで発表された「KND-5コンセプト」をルーツとし、同社の大型セダン・オピラスと中型セダン・ロッツェイノベーション（のちのフルモデルチェンジでK5に改称）の中間を担うモデルとして登場した。エクステリアデザインはKND-5コンセプトともどもペーター・シュライヤーが担当している。
現代・起亜グループが新たに開発した準大型セダン、SUV向けの新型プラットフォーム"Type-N"を初採用。
なお、このプラットフォームはのちに登場したヒュンダイ・グレンジャー（HG型、通称：5Gグレンジャー）にも採用された。
エンジンは当初、グレンジャーのV6・3.3Lのλ（ラムダ）エンジンを拡大したV6・3.5L（290PS）を頂点に、V6・2.7L（200PS）と同LPI（165PS）、直4・2.4L（180PS）の4種類を用意していたが、2011年に5代目グレンジャーに搭載される3.0L・直噴（GDi）エンジン（275PS）と3.0L・LPIエンジン（235PS）が追加された。ディーゼルエンジンは用意されない。
トランスミッションは全モデルとも、6ATが組み合わされる。
足回りについてはフロントにマクファーソンストラット、リヤにマルチリンクを採用することでスポーティかつ重厚感ある乗り心地を実現した。
また、安全性については運転席助手席エアバッグ（なお、エアバッグはオプションで最大8個まで装着可能）やVDCが全車に標準装備されるだけでなく、フロント&リヤカメラ、バックモニター内蔵のルームミラー、車線離脱警告システム（LDWS）、タイヤ空気圧警報システムなども採用。
- 2009年11月24日発表。エクステリアは前後レンズやドアミラーにLEDを多用するとともに、大型ガラスサンルーフや17inもしくは18inアルミホイール、マフラーカッター一体のリヤバンパーなどで高級感とスポーティ性を高次元で表現。

インテリアには本皮革シートを採用するが、ブラックとアイボリーから選択可能となっている。
また、新たな試みとして、"感性技術"をテーマに数々の先進装備を盛り込んでいるのも特徴である。スマートキーは近づくだけで自動でドアミラーが展開され、内外装のライトが点灯する"ウェルカムシステム"を世界で初めて採用。同時にアウディやBMWなどが採用している面発光型の間接照明を採用することで高級感を一層アップさせている。このほか、熱線内蔵のステアリングホイールや自動デフォグシステム、運転席助手席通風システムなども採用し、快適性と利便性を高いレベルで両立させている。
- 2012年11月13日　マイナーチェンジ。同社の大型車であるK9に似た新デザインのタイガーノーズグリルとヘッドライト、K3に似た配列の大型LEDリヤコンビネーションレンズを採用するとともに、バンパーやアルミホイールのデザインも一新。同時に、従来の17、18inに加え、新たに19inアルミホイールも設定された。車両外部に搭載されたカメラで周囲の状況を確認できる「アラウンドビュー・モニタリングシステム」や、死角地帯の車を感知する「後側方レーダー警報システム」などを新たに搭載することで、安全性を向上させた。エンジンは2.7Lの全てがラインナップから落ち、V6・3.5L・GDiに代わってV6・3.3L・GDi（294PS）が登場。2.4Lは型式は同じままで201PSに出力を引き上げている。

### K7ハイブリッド

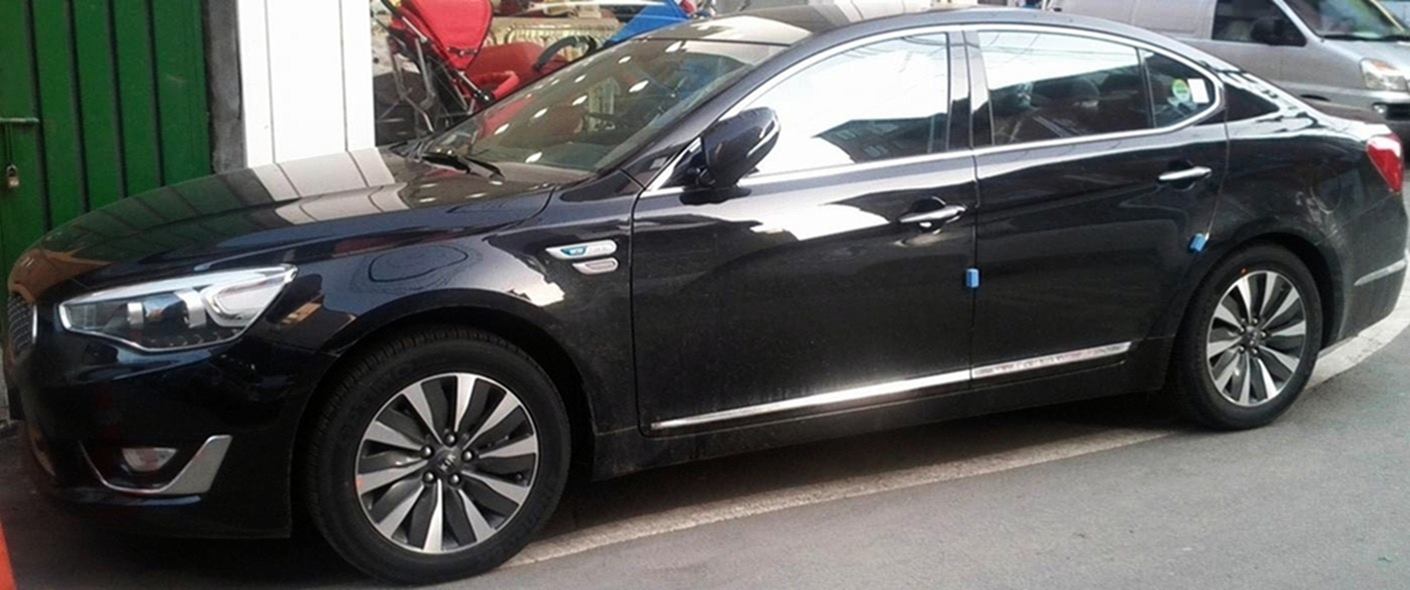
K7 700h (ハイブリッド)

2013年12月16日、韓国にて「K7 700h」の名で発表・発売開始。θ（シータ）II・直4・2.4LエンジンをMPI化とした上でハイブリッド専用に159PSにデチューンし、35kWのモーターを組み合わせた1モーター2クラッチ方式を採用（ユニットは前日に発表されたグレンジャーハイブリッドと全く同じである）。バッテリーにはLG化学製のリチウムイオンポリマー二次電池が搭載される。16.0km/Lの燃費はガソリンモデル（2359cc、11.3km/L）と比較すると大幅に向上している。ガソリンモデルとの外見上の違いはほとんどなく、専用アルミホイールと専用エンブレム（「ECO hybrid」）程度。メーターパネル中央には燃費情報を示す4.6inLCDカラーディスプレイが、インパネ中央には走行モードを示す大型ディスプレイが備わる。

## 2代目 (2016年-2021年)
- 2016年1月26日　韓国にて発表。高張力鋼板の採用率を従来の24％から51％に引き上げて軽量化を図る一方で、車両の衝突安全性と走行性能も同時に引き上げた。

K9で採用済の「後側方レーダー警報システム」やグレンジャーで採用済の「アラウンドビューモニタリングシステム」を新たに搭載。
エンジンは先代から引き継いだV6・3.3LのGDiと直4・2.4LのGDiに加え、新たにカーニバルで採用済の2.2Lディーゼル（R 2.2e-VGT）を用意。
ハイブリッドについては当面の間、先代を継続販売した。
2016年11月29日に、新型「K7 Premier ハイブリッド」を発売開始した。2.4L直4ガソリンエンジン (最高出力：159ps)に38kWのモーター、6速ATを組み合わせ、複合燃費が16.2km/Lになっている。
K7には、タクシー専用モデル「K7 Premier TAXI」 も存在する。3.0L LPIエンジン（最高出力：235ps）、燃費は7.6Km/Lになっている。
2021年3月、同年2月に登場したK8に後を託す形で廃止。

## 車名
- 「K」は起亜自動車(KIA)、大韓民国(KOREA)、“強さ”や“支配”を意味するギリシャ語の「Kratos」,そしてダイナミックな躍動性を意味する英語の「Kinetic」のそれぞれの頭文字、「7」は車格を意味する。

輸出仕様の「CADENZA」はイタリア語で「終止の前に挿入される技巧的独奏（独唱）部分（＝カデンツァ）」を意味する。